# Achaeta
Achaeta är ett släkte med ringmaskar som ingår i familjen småringmaskar. Vissa auktoriteter kategoriserar släktet som monotypiskt med den enda arten Achaeta littoralis. Andra för ett flertal arter till släktet.

## Arter
- Achaeta aberrans, Nielsen & Christensen, 1961
- Achaeta affinis, Nielsen & Christensen, 1959
- Achaeta bibulba, Graefe, 1989
- Achaeta bifollicula, Chalupsky, 1992
- Achaeta bohemica, (Vejdovsky, 1879)
- Achaeta brevivasa, Graefe, 1980[5]
- Achaeta bulbosa, Nielsen & Christensen, 1961
- Achaeta camerani, (Cognetti, 1899)
- Achaeta eiseni, Vejdovsky, 1878
- Achaeta littoralis, Lasserre, 1968